# العرف السفلى (ذي السفال)

تعديل مصدري - تعديل

العرف السفلى محلة تابعة لقرية صناعة، التابعة لعزلة ريده ورياد بمديرية ذي السفال إحدى مديريات محافظة إب في الجمهورية اليمنية، بلغ تعداد سكانها 63 حسب تعداد اليمن لعام 2004.